# Firmisanschneide
De Firmisanschneide (of Firmisanschneid) is een 3490 meter hoge berg in de hoofdkam in de Ötztaler Alpen in het Oostenrijkse Tirol.
De tot 55° steile oostflank van de berg is geheel vergletsjerd. Naar het noordoosten, het zuidoosten en het westen bezit de berg enkele duidelijke graten. De top van de berg ligt ongeveer acht kilometer ten zuidwesten van Obergurgl, een dorp in de gemeente Sölden in het Ötztal. Ten noorden van de berg ligt de Firmisanferner, ten zuiden ervan de Diemferner en in het oosten de Gurgler Ferner. Directe buurtoppen van de Firmisanschneide zijn in het verdere verloop van de noordkam de 3426 meter hoge Hintere Spiegelkogel, gescheiden van de Firmisanschneide door het 3251 meter hoge Spiegeljoch, en in het zuiden de 3540 meter hoge Schalfkogel, waartussen het 3287 meter hoge Firmisanjoch gelegen is. Ten westen van de Firmisanschneide is het Viedertal gelegen.
De Firmisanschneide werd voor het eerst beklommen in 1870 door de uit Längenfeld afkomstige priester Franz Senn, de Duitse natuuronderzoeker en chemicus Ludwig Darmstaedter en de berggids Anselm Klotz. Voor een beklimming van de berg ligt op 3006 meter hoogte het Ramolhaus. De normale route loopt van deze hut in zuidwestelijke richting over een grote gletsjervlakte naar de Spiegeljoch. Van daaruit loopt de route over de rotsige noordoostelijke graat naar de top. Deze tocht neemt volgens de literatuur drie uur in beslag en vereist slechts licht geklauter (UIAA-moeilijkheidsgraad I).